# Abrincates
Los abrincates (llamados Abrincatui por Plinio el Viejo), que literalmente en galo significa gentes de los puertos", fueron un pueblo galo que vivía en la zona oeste de la actual Francia. Han dado su nombre a la ciudad de Avranches y a la región de Avranchin, que supuestamente ha sido construida por ellos, situada en el departamento de la Mancha, cuyo territorio estaba ocupado por las tribus galas de los unelos y los abrincates durante la conquista de Julio César en el año 56 a. C.
En el siglo IX a. C. los abrincates ocuparon Avranches, villa próspera de la época, que a continuación de la invasión de los romanos va a cambiar de estatus, incorporados a la segunda Lionesa fueron organizados en ciudades, y se desarrolla.
En el siglo V, cuando la autoridad de Roma empezaba a declinar, los abrincates se unieron a los cáletes, námnetes, redones, unelos, lexovios, esuvios, viducasses, andecavos, aulercos (Diablintes, cenómanos y eburovices), veliocases, parisios y vénetos en el seno de una vasta federación conocida con el nombre de Confederación armoricana destinada a derrotar a los ocupantes.